# David Reinbacher
David Reinbacher (* 25. Oktober 2004 in Hohenems) ist ein österreichischer Eishockeyspieler. Der Verteidiger steht seit Juli 2023 bei den Canadiens de Montréal aus der National Hockey League (NHL) unter Vertrag und spielt seit März 2024 für deren Farmteam Rocket de Laval in der American Hockey League (AHL) aktiv. Die Canadiens hatten Reinbacher im NHL Entry Draft 2023 an fünfter Position ausgewählt. Seit 2022 ist er außerdem österreichischer Nationalspieler.

## Karriere

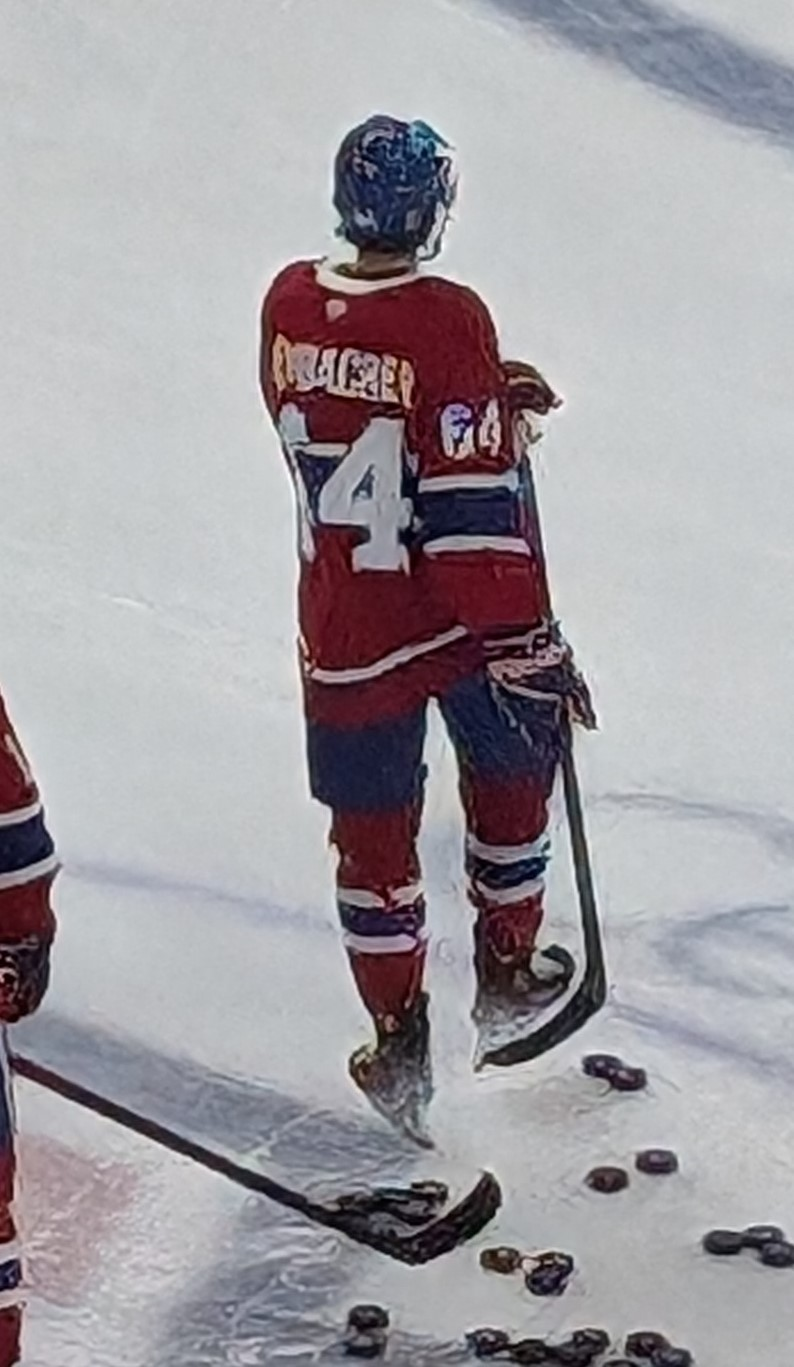
Reinbacher im Trikot der Canadiens de Montréal (2024)

### Kindheit und Jugend
Reinbacher wuchs in Hohenems auf und begann im Kindesalter beim EHC Lustenau mit dem Eishockey. 2012 wechselte er zum Schlittschuhclub Rheintal im schweizerischen Heerbrugg. Als sich sein zwei Jahre älterer Bruder Tobias im Nachwuchs des EHC Kloten versucht hatte, trat David Reinbacher 2018 der U15-Mannschaft des Vereins bei. In der Saison 2018/19 absolvierte er außerdem sechs Spiele für die U17-Mannschaft des benachbarten EHC Bülach. Im Hinblick auf eine professionelle Laufbahn übersiedelte sein Vater, ein Ingenieur für Sondermaschinenbau, mit den beiden Söhnen in den Kanton Zürich. Nachdem er bei Kloten sämtliche Jugendklassen durchlaufen hatte, kam Reinbacher in der Saison 2021/22 erstmals in der Kampfmannschaft in der Swiss League zum Einsatz. Just in jener Saison gelang den Klotenern der Gewinn der Meisterschaft und der Wiederaufstieg in die National League. Unter Cheftrainer Jeff Tomlinson entwickelte sich der Vorarlberger zum Führungsspieler und wurde nach Tabellenplatz neun und 46 Einsätzen in der höchsten Schweizer Spielklasse zum Nachwuchsspieler des Jahres gewählt.

### NHL-Draft und AHL
Am 29. Juni 2023 wurde Reinbacher im NHL Entry Draft 2023 an fünfter Position von den Canadiens de Montréal aus der National Hockey League (NHL) ausgewählt und war damit der erstgewählte Verteidiger des Drafts. Der 18-Jährige übertraf die Positionen der in den Jahren zuvor gedrafteten Marco Rossi (9., 2020) und Marco Kasper (8., 2022) und egalisierte den beim NHL Entry Draft 2003 von Thomas Vanek aufgestellten Rekord als am frühesten ausgewählten Österreicher. Unter Fans der Canadiens sorgte die Entscheidung für Unmut, da man sich die Auswahl eines Offensivspielers wie Matwei Mitschkow erhofft hatte.
Reinbacher verbrachte die folgende Spielzeit beim EHC Kloten und wechselte nach Abschluss der regulären Saison im März 2024 zum Canadiens-Farmteam Rocket de Laval in die zweitklassige American Hockey League (AHL). Bis zum Ende des Grunddurchgangs kam er elfmal zum Einsatz, erzielte dabei zwei Tore und leistete drei Assists. Im September des gleichen Jahres absolvierte er ein Rookie-Trainingslager der Canadiens. Im Rahmen eines Testspiels zwischen den Habs und den Toronto Maple Leafs am 28. September zog er sich bei einem Check gegen die Bande eine schwere Knieverletzung zu.

### International
Reinbacher nahm mit dem österreichischen U18-Team in der Division IB an der U18-Junioren-Weltmeisterschaft 2022 in Asiago sowie mit dem U20-Team – jeweils in der Top-Division – an den U20-Junioren-Weltmeisterschaften 2022 in Alberta und 2023 an der kanadischen Ostküste teil.
Ende Oktober 2022 wurde er von Cheftrainer Roger Bader für den Deutschland Cup erstmals in die österreichische Nationalmannschaft einberufen. Sein Debüt bei einem Großereignis gab er ein halbes Jahr später im Rahmen der Weltmeisterschaft in Tampere. In der entscheidenden Partie um den Klassenerhalt gegen Ungarn kam er trotz einer im Turnierverlauf erlittenen Bänderverletzung im Knie zum Einsatz und spielte mit einer Schiene. Beim Qualifikationsturnier für die Olympischen Winterspiele 2026 in Bratislava absolvierte er im Spätsommer 2024 alle drei Spiele.

## Spielweise
Adrian Bürgler vom Schweizer Nachrichtenportal Watson attestierte David Reinbacher 2023 einen trotz des jungen Alters „reifen Spielstil“, der ihn selten aufgeregt oder überhastet wirken lasse. Der „bemerkenswert komplette Verteidiger“ könne sowohl vorne als auch hinten als Verstärkung dienen. Als beweglicher Skater sei er in der Lage, bei der Verteidigungsarbeit stets die richtige Distanz zum Gegner („Gap Control“) zu halten und könne entweder mit Stock oder Körper den Gegenspieler stören. Seine Beweglichkeit helfe ihm dabei, den Spielaufbau der Mannschaft zu prägen, indem er den Puck mit scheinbarer Leichtigkeit in die Offensivzone trage. Bei Kloten kam Reinbacher auch im Powerplay zum Einsatz, wo er sowohl im Passspiel als auch mit Torschüssen seine Übersicht unter Beweis stellen konnte. Seine Schüsse bringt er regelmäßig an den Blocks der Gegner vorbei und sorgt damit regelmäßig für Gefahr durch Abpraller oder Ablenker. Spielerisch verglichen wird Reinbacher, zu dessen Vorbildern Roman Josi zählt, mit dem drei Jahre älteren Moritz Seider.

## Erfolge und Auszeichnungen
- 2022 Meister der Swiss League und Aufstieg in die National League mit dem EHC Kloten
- 2023 National League «Youngster of the Year»

## Karrierestatistik
Stand: Ende der Saison 2024/25

### International
Vertrat Österreich bei:
| - abgebr. U20-Junioren-Weltmeisterschaft 2022 - U18-Junioren-Weltmeisterschaft der Division IB 2022 - U20-Junioren-Weltmeisterschaft 2022 | - U20-Junioren-Weltmeisterschaft 2023 - Weltmeisterschaft 2023 - Qualifikationsturnier für die Olympischen Winterspiele 2026 |

(Legende zur Spielerstatistik: Sp oder GP = absolvierte Spiele; T oder G = erzielte Tore; V oder A = erzielte Assists; Pkt oder Pts = erzielte Scorerpunkte; SM oder PIM = erhaltene Strafminuten; +/− = Plus/Minus-Bilanz; PP = erzielte Überzahltore; SH = erzielte Unterzahltore; GW = erzielte Siegtore; 1 Play-downs/Relegation; Kursiv: Statistik nicht vollständig)